# جاستن باترفيلد
جاستن باترفيلد (بالإنجليزية: Justin Butterfield)‏ هو محامي أمريكي، ولد في 1790 في كين في الولايات المتحدة، وتوفي في 23 أكتوبر 1855 في شيكاغو في الولايات المتحدة.